# 深澤祐二
深澤 祐二（ふかさわ ゆうじ、1954年11月1日 - ）は、日本の実業家。東日本旅客鉄道（JR東日本）取締役会長。

## 人物
- 父親も元国鉄マンであり、青函連絡船の船員として勤務していた[3]。その父親の影響で、後を追うように深澤も国鉄に入社した。
- 副社長時代の2016年に開通した北海道新幹線では深澤も地元・函館市出身者として、新函館北斗駅の開業式典に参列した[3]。
- 社長在任中の2020年頃から、新型コロナウイルス感染拡大の影響により鉄道需要の減少を発端とする諸問題に直面し、「これまでは駅は切符を売る場所だったが、今後はビジネスをどう作っていくかがカギになる」との観点から、駅構内におけるシェアオフィスの拡充や駅周辺の商業施設の整備などを推進する方針を示した[4]。
- 東海旅客鉄道会長・金子慎とは東大法学部・国鉄での同期に当たる。また、東日本旅客鉄道の元同僚で地元・北海道旅客鉄道会長を歴任した田浦芳孝や西日本旅客鉄道の社長・副会長を歴任した来島達夫とは、国鉄での同期に当たる。

## 略歴
- 1973年（昭和48年）3月 - 函館ラ・サール高等学校卒業。
- 1978年（昭和53年）4月 - 東京大学法学部卒業後、日本国有鉄道に入社[1][2][3][4][5]。国鉄では金沢鉄道管理局（現・JR西日本金沢支社）旅客課長[6]等を務めた。
- 1987年（昭和62年）4月 - 国鉄分割民営化に伴い東日本旅客鉄道（JR東日本）に入社[1][2]。人事部に配属[3]。
- 2003年（平成15年）6月 - 同社総合企画本部投資計画部長[1][2][3]。
- 2006年（平成18年）6月 - 取締役人事部長及び総合研修センター所長[1][2][3][4]。
- 2008年（平成20年）6月 - 常務[1][2][3][4]。
- 2012年（平成24年）6月 - 副社長及びジェイアールグループ健康保険組合理事長[3][4][7]。
- 2017年（平成29年）6月 - 副社長社長補佐（全般）、インド高速鉄道担当[1][2]。
- 2018年（平成30年）4月 - 社長に昇格[1][2][3][4]。
- 2024年（令和6年）4月 - 会長に就任[8][9]。